# Spis- och Knäckebrödsfabriken Kronan
Spis- och Knäckebrödsfabriken Kronan var en brödfabrik, som började sin verksamhet 1906 i Sundbybergs köping i nuvarande kvarteret Kronan i Sundbyberg. Brödfabriken låg på Sturegatan i Sundbyberg, som var en förstad till Stockholm. År 1906 byggde direktör Barthel Kock (1857-1941) en industrifastighet i slutet av Sturegatan, där numera vårdcentralen Kronan och apoteket Kronan ligger. Knäckebrödsfabriken var under en tid den största i landet, men gick i konkurs 1938. De gamla byggnaderna i kvarteret Kronan revs 1979. 

## Modern brödfabrik
Rörelsen var ganska liten till en början och man hade endast två stycken 8 meter långa ugnar. Men omsättningen steg och det kanske till en del berodde på förpackningen som hölls i svenska färger med en bild av moder Svea och en krona, enligt en tidningsartikel, som skrevs i samband med att byggnaden skulle rivas. Fabriken byggdes ut och moderniserades. Brödfabriken Kronan var en för den tiden mycket fin och modern fabrik. Knäckebröd eller spisbröd är hårt bröd som är jäst och det bakas traditionellt av råg och härstammar från Sverige. En bröddeg som jäst och är redo att bakas färdig i ugn. År 1906 startade Barthel Kock Spis- och Knäckebrödsfabriken Kronan med adress Sturegatan i Sundbybergs köping. I Mariehäll i Bromma, som gränsade till Sundbybergs köping vid den tiden, hade Barthel Kock tidigare grundat en margarin- och jästfabrik. I kvarteret Vandenbergh fanns under åren cirka 1903-1920 AB Vandenberghs margarinfabrik, som i början av 1920-talet hade etablerats av den nederländska familjen Van den Bergh. Där tillverkades animaliskt och vegetabiliskt margarin Vera, kokostabletter med mera. Enligt Svensk Industrikalender 1947 skedde försäljningen genom Margarinbolaget på Vasagatan 16 i Stockholm.
Brödfabriken Kronan tillverkade bröd dygnet runt med nya och snabbare metoder än i hela övriga dåtida världen. Man exporterade bröd till bland annat England. I fabriken fanns det två kraftiga maskiner som alstrade elektricitet, som behövdes för belysning och för ugnarna. Varje dygn malde två kvarnar 300 säckar säd. På vinden fanns tre cisterner vatten, som tillsammans rymde 60.000 liter vatten. Vattnet kom från egna brunnar, som var 70 meter djupa. Då toppen nåddes för brödfabriken Kronan fanns tolv elektriska ugnar och man kunde framställa 25.000 kg bröd per dygn.

## Bageriindustrin
Ännu vid 1920-talet bedrevs bagerinäringen i Sverige till väsentlig del under rent hantverksmässiga former. Men i början av 1900-talet började bageriindustrin alltmer att övergå till fabriksmässig drift. Antalet bagerier som redovisades i industristatistiken åttadubblades under 1900-talets första decennier. Utvecklingen sammanhängde med att en mängd nyuppfunna maskiner och redskap på brödfabrikationens område kom ut i marknaden. I de större bagerierna började man använda motordrivna knådnings- och uppslagsapparater med tillhörande transportanordningar. Även vad gäller bakugnarna framkom betydande konstruktiva förbättringar för att spara bränsle och göra en lättnad i betjäningen. I de så kallade roterande ugnarna sattes brödämnena in vid ugnens ena ända och kom fram färdiga i den andra ändan. Inom bageriindustrin skilde man mellan två huvudtyper av företag. Den ena typen var bagerier som arbetade fabriksmässigt och var inriktade på att tillgodose det lokala behovet och då huvudsakligen tillverkade mjukt, färskt bröd. Däremot tillverkade spisbrödsfabrikerna och kexfabrikerna för en större marknad.

## Bakningen
Bakningen i fabriken beskrivs på följande uttrycksfulla sätt i en artikel ur Stockholms Förstadsblad 1910:
"Från mjölvinden störtas mjöl efter behov ner till degblandningsmaskinerna, varefter degen tas till behandling av bagarne. Kakformarne äro uteslutande manliga arbetare, medan de kvinnliga biträda med framföring av kakorna till ugnen, påläggning och avtagning, vägning, inslagning och etikettering. Ugnarna äro fyra till antalet och försedda med roterande nät som passerar genom ugnen; då kakan framkommer i andra delen är den färdiggräddad."
Fabriken sysselsatte ett hundratal personer, varav åttio kvinnliga, och kunde producera upp till tio ton bröd per dygn. Arbetstiden var 12 timmar per dag och arbetet pågick i tvåskift. Det första skiftet var från klockan 7 på morgonen till klockan 7 på kvällen och det andra skiftet var från klockan 7 på kvällen till klockan 7 på morgonen.

## Branden 1910 och den nya fabriken
Fabriken drabbades av en brand år 1910, men skadorna var inte så omfattande och tillverkningen kunde fortsätta trots branden. Efter branden tog planerna på en ny och större fabrik fart, eftersom efterfrågan på spis- och knäckebröd var stor. Den nya fabriksbyggnaden, som var fyra våningar hög, blev imponerande med en vacker arkitektur och den var "byggd av tegel och sandsten, järn och betong", som det står i en samtida beskrivning. Produktionen kunde mer än fördubblas i den nya fabriken till att omfatta 25 ton bröd per dygn. Ugnarnas antal blev till slut tolv stycken. Brödet såldes över hela världen, det såldes till och med till Australien. När det blev knäckebrödsspill från brödtillverkningen kunde man köpa en säck för 25 öre, vilket var särskilt tacksamt under krigsåren.
År 1938 hade fabriken 150 anställda och värderades till 1,8 miljoner kronor. Konkurrensen med andra fabriker, exempelvis Öhmans Spisbrödsfabrik i Stockholm, blev för svår. Teknikutvecklingen tvingade så småningom företaget att upphöra. Efter någon tid, fylld av diverse trassel och misshälligheter, försvann fabriken 1939 från marknaden. Fabriksbyggnaden inköptes 1939 av gjuteribolaget Fundator och några andra. Även Sundbybergs kommun köpte då en del av fastigheten. Genom stadsfullmäktigebeslut den 28 maj 1962 övertog kommunen dock hela fastigheten för en köpesumma av 3.600.000 kronor.

## Prislista
För Spis- och Knäckebrödsfabriken Kronan i Sundbyberg såg minutprislistan per paket ut så här den 15 maj 1933:
- Delikatessbröd 1:10

D:o helt och ½ pkt 0:65
D:o löst pr kg 1:25
- Kronknäcke 1:05
- Kronknäcke II 1:00
- Kuvertbröd ½ pkt 0:65
- Grovt Spisbröd 0:70
- Hushållsblandning 2-kg 2:00
- Extra Hushållsbröd 0:85
- Veteknäckebröd 1:25

D:o ½ pkt 0:75
D:o löst pr kg 1:40
- Grahamsbröd ½ pkt 0:75

D:o löst pr kg 1:35
- Vikingbröd 0:85
- Kuvertbröd N:r 1 löst pr kg 1:05

D:o N:r 2 löst pr kg 0:95

## Direktör Barthel Kock

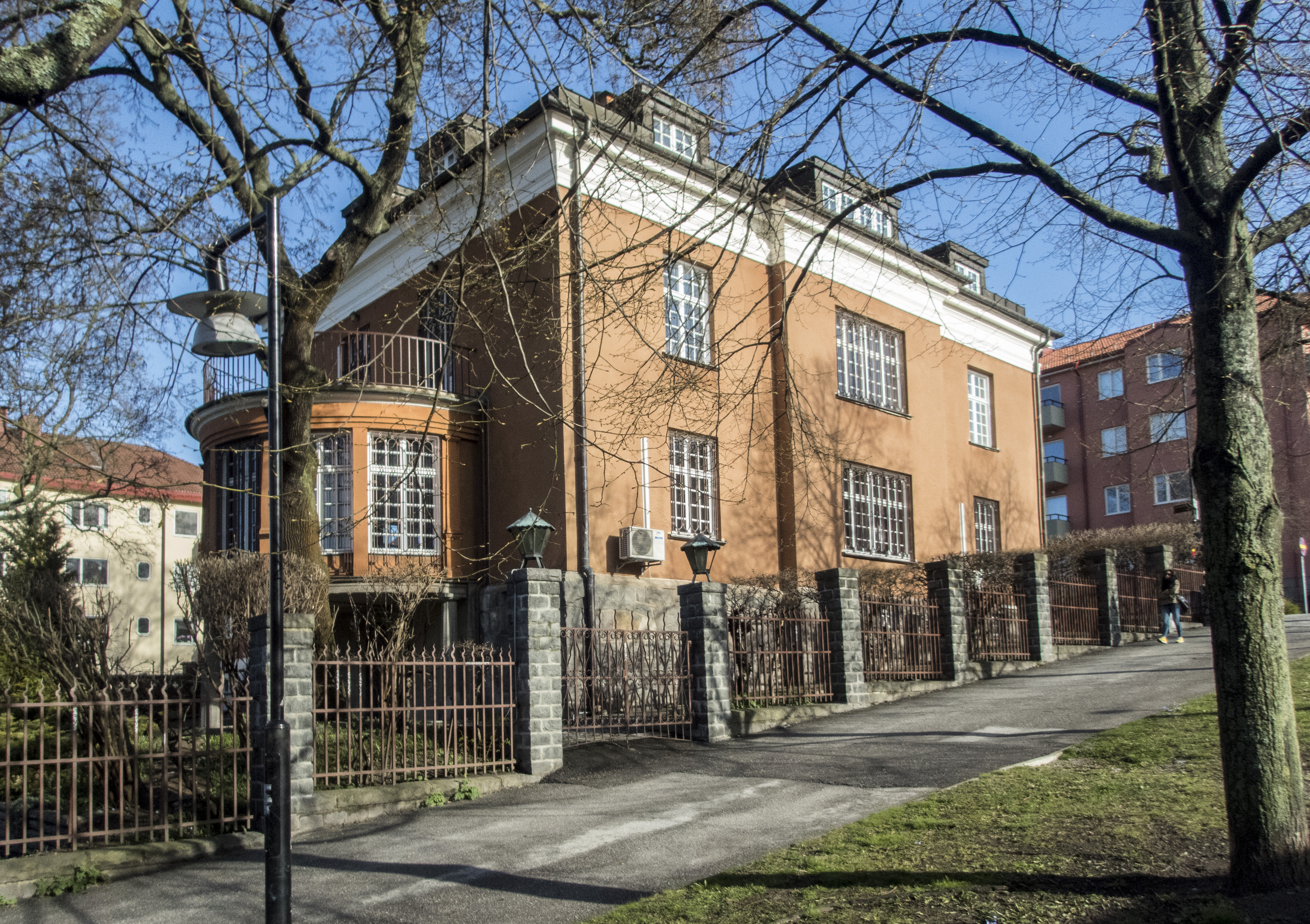
Polska generalkonsulatet inryms idag i den före detta disponentvillan, idag kallad Villa Nilsbo, vid Tallbacken 2, Sundbyberg.

Om Barthel Kock kunde man förr höra skrönor bland de gamla arbetarna, bland annat om hur han ville ta sig in på ett fackföreningsmöte i Folkets hus, Sundbyberg, men saknade fackföreningsbok. Han kommenterade då att eftersom det var han som hade plånbok, så borde han få vara med.
Barthel Kock lät bygga en stor direktörsvilla, som var mycket luxuös, men den finns inte längre kvar. Men disponentvillan på Tallbacken 2, idag kallad Villa Nilsbo, där hans son Harry Kock bodde, finns däremot kvar. Idag är Polska generalkonsulatet inhyrt i villan. Villan byggdes 1888 och fick en genomgripande ombyggnad 1923 av direktören för Spis- och Knäckebrödsfabriken Kronan åt sonen Harry. Arkitekt för ombyggnaden då var Isidor Hörlin.
Brödfabriken Kronan lades ned 1938. Den hade då varit olönsam under några år. Josef Hjern, fabriken siste verkmästare berättade hur han blev sänd till Filipstad för att titta på en brödfabrik som fanns där och som hette Wasa. Där kunde man framställa gott spisbröd billigt och Kronan hade inte någon chans att konkurrera. Wasabröd hade grundats i Skellefteå 1919 under namnet AB Skellefteå Spisbrödsfabrik, men år 1931 flyttade företaget till Filipstad, där man 1933 lyckades med försöken med löpande bandsbakat bröd. Bagaren Karl Edvard Lundström utvecklade Wasa Husman, som blev en försäljningssuccé i hela Sverige.

## Historik om Kvarteret Kronan

### Det nya moderna Kronan

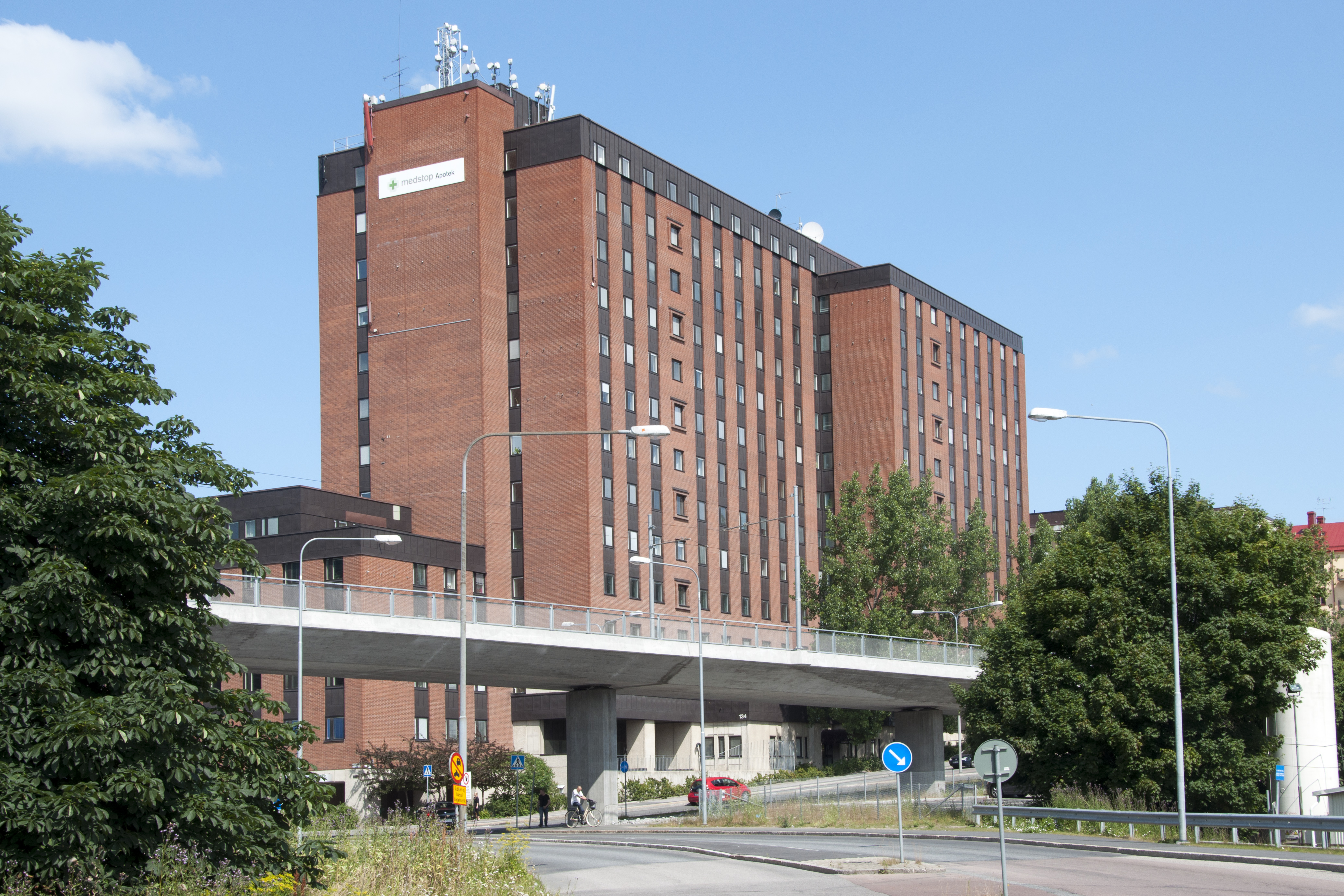
Kvarteret Kronan 1, Sundbyberg, byggdes 1981. Arkitekt var Åke Östin.

Kvarteret fick sitt namn efter Spis- och knäckebrödsfabriken Kronan, som startade sin verksamhet i större delen av kvarteret 1906. Företaget leddes av Barthel Kock som var även aktiv i kommunalpolitiken under sin tid. Knäckebrödsfabriken var under en tid den största i landet men gick i konkurs 1938. Året därpå tog Gjuteri AB Fundator över lokalerna. De gamla byggnaderna revs sedan 1979 och därefter uppförde Stockholms läns landsting 1981 ett stort vårdkomplex med den typiska landstingsarkitekturen vi ser idag. 1998 köpte AP Fastigheter AB (dåvarande Vasakronan) fastigheterna. Vasakronan bygger Nya kronan kvarteret Kronan vid Sturegatan 2-4B vid Ekensbergsvägen, Prästgårdsgatan 1-3 och Tallgatan.
Sundbybergs nya mötesplats.

### Sundbybergs nya mötesplats
Nu står kvarteret inför en utveckling och Vasakronan, som äger fastigheten, planerar just nu för ännu ett lyft i kvarterets historia. Genom att blanda vårdkomplexet med handel, konferens, restaurang och ett nytt torg vill man skapa en ny mötesplats för inte minst 5.000 arbetsplatser, samt att ge dem fem nya takterrasser. Här har man identifierat ett behov av fler kontorslokaler, mer service i form av restauranger, café och konferens. Dessutom är det många företag som söker nya lokaler till att etablera sig i det växande Sundbyberg.